# 4424 Arkhipova
4424 Arkhipova (1967 DB) là một tiểu hành tinh vành đai chính được phát hiện ngày 16 tháng 2 năm 1967 bởi T. M. Smirnova ở Nauchnyj.